# Sarah Àlainn
Sarah Àlainn (prononcé olɛin), née le 8 octobre 1986, est une chanteuse, violoniste, compositrice, parolière, traductrice et conceptrice-rédactrice australienne, principalement active au Japon. Elle est connue pour avoir une tessiture couvrant plus de trois octaves, une oreille absolue et être synesthésique.

## Carrière
En 2010, sa voix a été présentée sur la chanson thème de clôture "Beyond the Sky" (composée par Yasunori Mitsuda ) pour le jeu vidéo Xenoblade sur Nintendo Wii. Pendant ses études à l'Université de Tokyo, elle a appris que le compositeur Yasunori Mitsuda cherchait un chanteur avec l'anglais comme langue maternelle pour une chanson de jeu vidéo, et elle a été embauchée pour le rôle. De retour en Australie, elle apprend que la chanson est très bien accueillie et décide de devenir chanteuse. Àlainn est retournée au Japon avec la permission de sa famille (pour un an seulement) afin de commencer sa carrière musicale. Vers la fin de la période d'un an avant qu'elle ne doive retourner en Australie, son disque compact de démonstration est allé à Universal Music et ils lui ont prolongé un contrat d'enregistrement. Son père était décédé récemment et elle pense que le contrat lui a été offert d'outre-tombe.
Son deuxième album de musique classique "SARAH", qui figurait à l'origine au no 13 du Billboard JAPAN Top Classical Albums, a atteint le no 1 sur ce même classement musical du Billboard JAPAN la semaine du 24 décembre 2014, après qu'une chanson de celui-ci (The Final Time Traveler) ait été utilisée par Yuzuru Hanyu pour son programme lors de la finale du Grand Prix ISU de patinage artistique 2014-2015.
Depuis 2018, elle est co-animatrice de Kabuki Kool (aux côtés de Kataoka Ainosuke VI), une émission anglophone de la NHK utilisée pour faire découvrir le kabuki au public étranger,.
En 2022, elle interprète le thème de fin de Sunbreak, l'extension de Monster Hunter Rise en trois langues (japonais, anglais, et langue "Monster Hunter"). En 2023, elle chante "Flags of Brave", le thème principal du jeu de rôle japonais Eiyuden Chronicle: Hundred Heroes.